# Liv Dommersnes

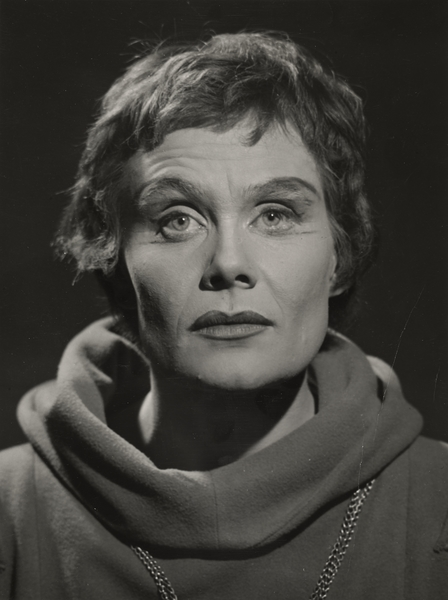
Liv Dommersnes

Liv Dommersnes (* 28. September 1922 in Oslo als Liv Strømsted; † 6. April 2014 in Norwegen) war eine norwegische Schauspielerin.

## Leben
Liv Strømsted fing 1941 am Nationaltheater in Oslo an und debütierte in der Rolle als Helga in dem Stück Geografi og kjærlighet von Bjørnstjerne Bjørnson. Sie war dort bis 1945 tätig. Danach ging sie in das von ihr mit neugegründete Studioteatret und blieb dort bis 1949. Von 1949 bis 1962 und ab 1985 bis zu ihrem Ruhestand war sie erneut am Osloer Nationaltheater tätig. Von 1962 bis 1963 spielte sie auch am Edderkoppen Teater und von 1965 bis 1984 am Oslo Nye Teater. Weiterhin wirkte sie auch in einigen norwegischen Film- und Fernsehproduktionen mit.
1984 wurde Liv Dommersnes – wie sie ab 1968 hieß – Staatsstipendiatin. Sie war Mitglied der Norwegischen Akademie. Im Jahr 2000 wurde sie zum Ritter des Sankt-Olav-Ordens ernannt.
Sie war von 1945 bis 1952 mit dem Schauspieler Jens Bolling verheiratet; nach der Trennung führte sie eine längere Beziehung mit dem Schriftsteller Johan Borgen. Ab 1968 war sie bis zu dessen Tod 1994 mit dem Arzt Ivar Dommersnes verheiratet.
Liv Dommersnes starb im April 2014 im Alter von 91 Jahren.

## Filmografie
- 1952: Andrine og Kjell
- 1955: Krvavi put
- 1955: Ute blåser sommarvind
- 1968: Veversken (Fernsehfilm)

## Auszeichnungen
- Oslo bys kunstnerpris, 1985
- Anders Jahres kulturpris, 2000
- Sankt-Olav-Orden, 2000

## Literarische Werke
- Alt har sin tid, 2001.